# Горан Драгич
Горан Драгич (словен. Goran Dragić, нар. 6 травня 1986, Любляна, Югославія) — словенський професіональний баскетболіст, атакувальний захисник і розігруючий захисник команди НБА «Чикаго Буллз». Гравець національної збірної Словенії. Чемпіон Європи 2017.

## Ігрова кар'єра

### Ранні роки
Професійну кар'єру розпочав 2003 року у віці 17 років на батьківщині виступами за команду «Іларія», за яку відіграв один сезон.
Згодом виступав за «Слован», «Мурсію», «Олімпію» (Любляна). У складі останнього клубу став чемпіоном Словенії.

### Фінікс Санз
2008 року був обраний у другому раунді драфту НБА під загальним 45-м номером командою «Сан-Антоніо Сперс». Проте кар'єру в НБА розпочав виступами за «Фінікс Санз», куди був обміняний одразу після драфту на Маліка Гейрстона. Захищав кольори команди з Фінікса протягом наступних 3 сезонів. 25 січня 2010 року провів на той момент найрезультативнішу гру в кар'єрі, набравши 32 очки у матчі проти «Юти».

### Х'юстон Рокетс
З 2011 по 2012 рік грав у складі «Х'юстон Рокетс», куди був обміняний на Аарона Брукса та права на драфт-пік першого раунду. 13 квітня 2011 року в останньому матчі сезону проти «Міннесоти» відзначився першим у кар'єрі трипл-даблом, набравши 11 очок, 11 асистів та 11 підбирань.
Під час локауту в НБА кілька місяців 2011 року виступав у складі іспанської команди «Басконія». Після відновлення чемпіонату НБА повернувся до складу «Рокетс».

### Повернення до Фінікса
Наступною командою в кар'єрі гравця була «Фінікс Санз», куди він повернувся 2012 року та за яку він відіграв 3 сезони. Підписуючи Драгича, керівництво клубу сподівалось замінити Стіва Неша. 19 лютого 2013 року в матчі проти «Портленда» набрав 14 очок та рекордні в кар'єрі 18 результативних передач.
Наступного сезону клуб підписав Еріка Бледсо, після чого Драгич перемістився з позиції розігруючого на місце атакувального захисника. 2 січня 2014 року в матчі проти «Мемфіса» оновий свій особистий рекорд результативності, набравши 33 очки. Згодом взяв участь у конкурсі вмінь під час зіркового вікенду. 8 лютого в матчі «Голден-Стейт» набрав вже 34 очки, 23 лютого в матчі проти «Х'юстона» — 35 очок, а 28 лютого в матчі проти «Нового Орлеану» — 40 очок. 23 квітня 2014 року отримав нагороду Найбільш прогресуючому гравцю НБА. 4 червня 2014 року було оголошено склад символічної третьої збірної НБА, куди потрапив і Драгич.

### Маямі Гіт

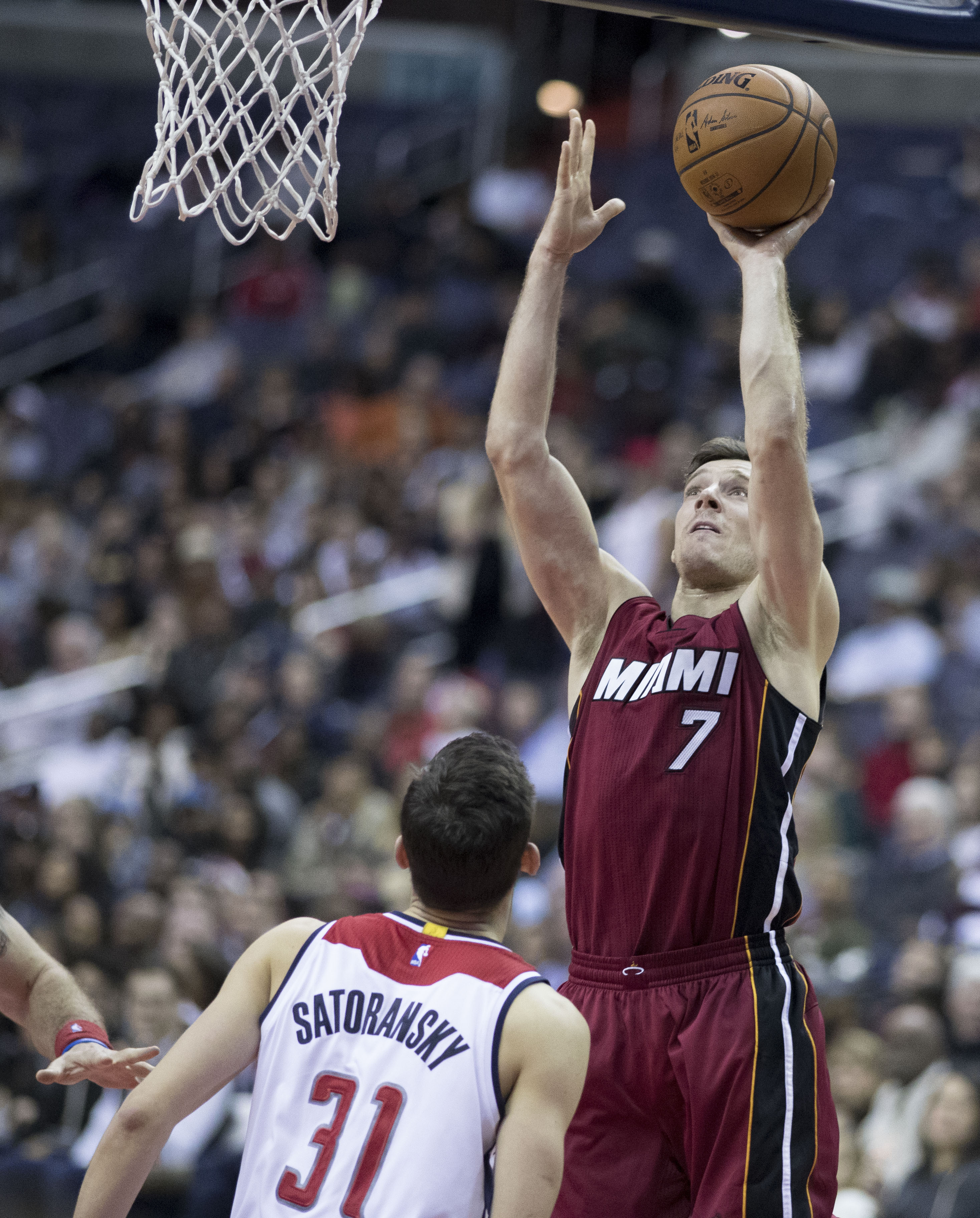
Драгич у складі «Маямі», 2016

19 лютого 2015 року став гравцем «Маямі Гіт», куди перейшов разом зі своїм братом Зораном. Через два дні дебютував за клуб з Маямі, набравши 12 очок та 3 підбирання у матчі проти «Нового Орлеану».
9 липня 2015 року підписав новий контракт з клубом, підписавши його на 5 років на суму 90 млн. доларів. 11 березня 2016 року в матчі проти «Чикаго» набрав свої найвищі у сезоні 26 очок та 9 результативних передач. 7 квітня набрав 16 очок та зробив рекордні у кар'єрі 12 підбирань, допомігши команді перемогти «Чикаго». Він також допоміг команді пробитися в плей-оф, де «Маямі» вилетіли в другому раунді від «Торонто».
12 грудня 2016 року в матчі проти «Вашингтона» набрав найвищі у сезоні 34 очки. 6 лютого 2017 року допоміг команді здобути свою 11 поспіль перемогу, забивши 7 триочкових кидків в матчі проти «Міннесоти».
1 лютого 2018 року було оголошено, що Драгич замінить Кевіна Лава в команді Леброна на матчі всіх зірок НБА.
27 жовтня 2018 року в матчі проти «Портленда» набрав 28 очок, ставши першим словенським баскетболістом, який набирав 10,000 очок в НБА.  В кінці листопада травмував коліно, а 19 грудня йому було проведено операцію. Повернувся на майданчик 23 лютого у матчі проти Детройта.
У сезоні 2019—2020 допоміг команді дійти до фіналу НБА, де «Маямі» програли «Лос-Анджелес Лейкерс».

### Торонто Репторз
6 серпня 2021 року перейшов до складу «Торонто Репторз» в рамках угоди, яка відправила у зворотньому напрямку Кайла Лаурі. 28 листопада Драгич оголосив, що покине «Торонто» з особистих причин. 10 лютого 2022 року був обміняний до «Сан-Антоніо Сперс», з якими він домовився про викуп контракту.

### Бруклін Нетс
22 лютого 2022 року приєднався до «Бруклін Нетс».

### Чикаго Буллз
2 серпня 2022 року підписав контракт з «Чикаго».

## Виступи за збірну

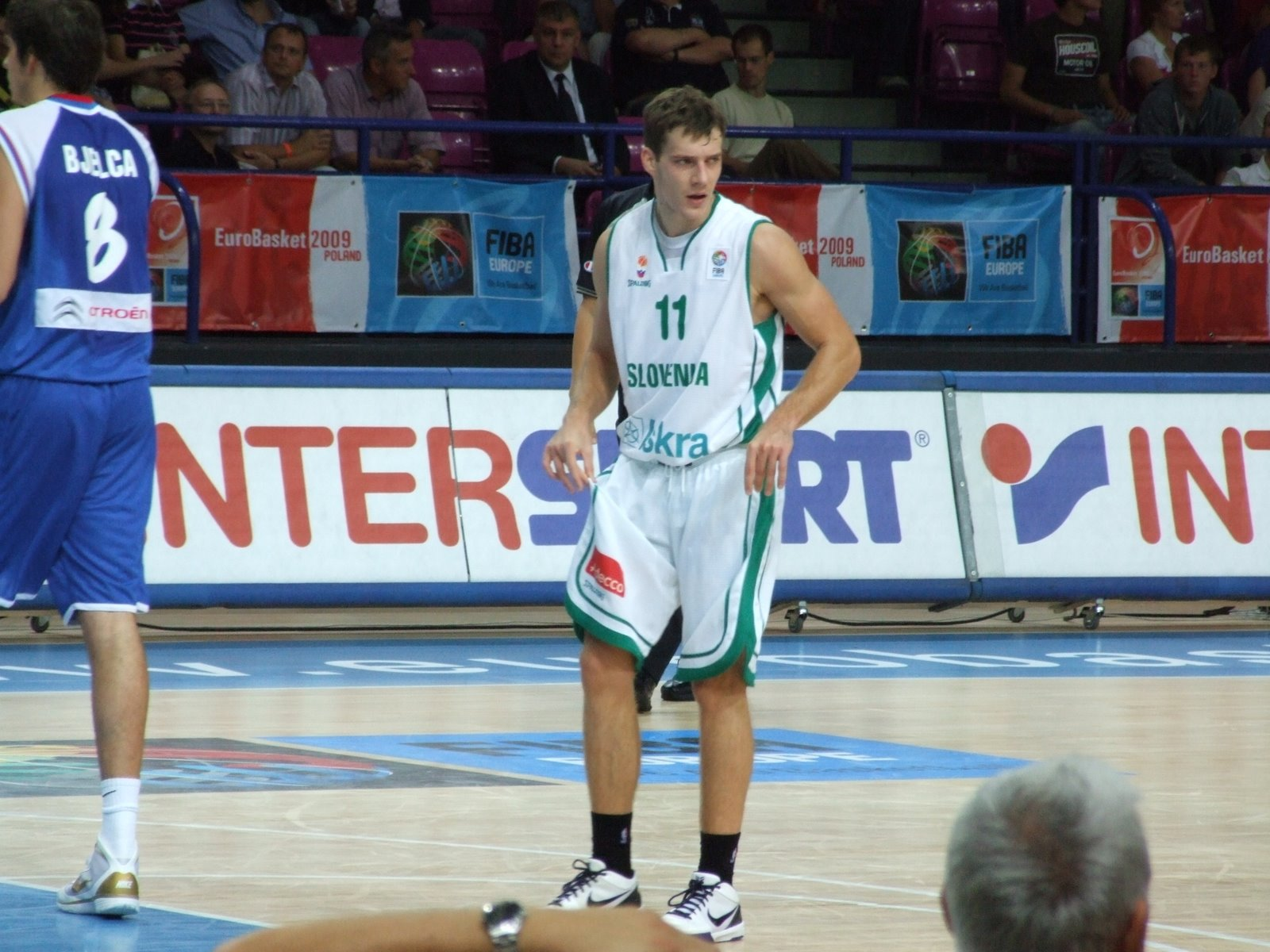
Драгич у грі за Словенію, 2009

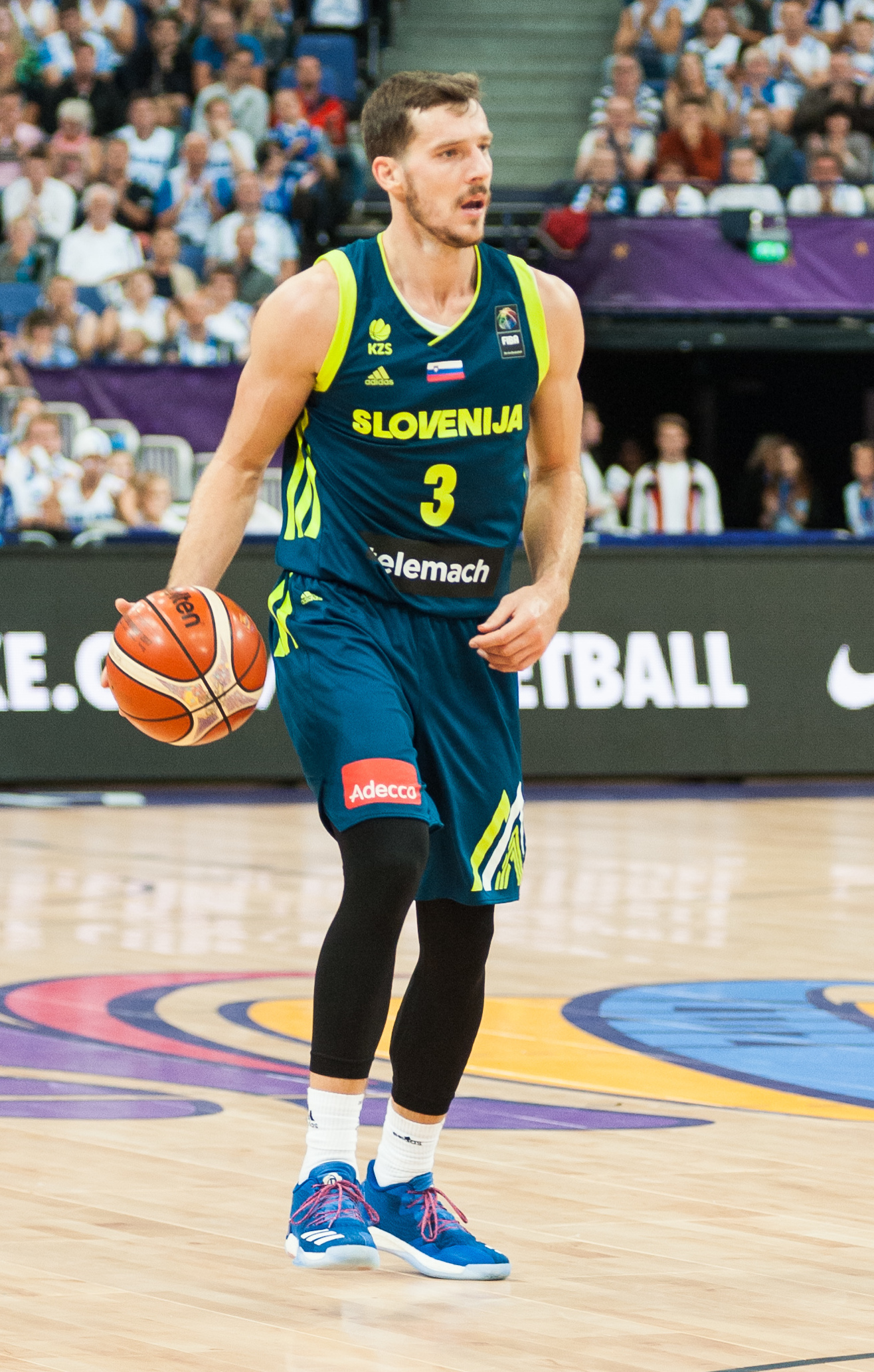
Драгич у грі за Словенію, 2017

Виступи за збірну Словенії почав 2006 року. Тоді взяв участь у її складі у чемпіонаті світу. Через рік виступив на Євробаскеті. Протягом цих двох турнірів відігравав незначну роль у команді. Згодом його вплив на гру команди зростав і, починаючи з Євробаскету 2009 та чемпіонату світу 2010 був гравцем основного складу. Він також взяв участь у Євробаскеті 2011 та 2013 року. На Євробаскеті 2013 допоміг команді зайняти 5-е місце на турнірі. Він був в топ-5 за набраними очками та асистами, що дозволило йому потрапити до сиволічної збірної чемпіонату. 2014 року перед початком чемпіонату світу був названий капітаном команди. На самому ж турнірі був єдиним гравцем неамериканцем, який був обраний до символічної збірної НБА того сезону.
Перед початком Євробаскету 2017 оголосив, що завершить кар'єру в збірній після чемпіонату. На самому турнірі допоміг команді стати чемпіоном Європи, набравши 35 очок у фіналі. За підсумками чемпіонату був названий Найціннішим гравцем турніру. Він також був визнаний спортсменом року Словенії.

## Статистика виступів в НБА

### Регулярний сезон
| Сезон              | Команда            | GP  | GS  | MPG  | FG%  | 3P%  | FT%   | RPG | APG | SPG | BPG | PPG  |
| ------------------ | ------------------ | --- | --- | ---- | ---- | ---- | ----- | --- | --- | --- | --- | ---- |
| 2008–09            | «Фінікс Санз»      | 55  | 1   | 13.2 | .393 | .370 | .769  | 1.9 | 2.0 | .5  | .1  | 4.5  |
| 2009–10            | «Фінікс Санз»      | 80  | 2   | 18.0 | .452 | .394 | .736  | 2.1 | 3.0 | .6  | .1  | 7.9  |
| 2010–11            | «Фінікс Санз»      | 48  | 2   | 17.8 | .421 | .277 | .608  | 1.8 | 3.1 | .8  | .1  | 7.4  |
| 2010–11            | «Х'юстон Рокетс»   | 22  | 3   | 17.2 | .472 | .519 | .667  | 2.5 | 2.5 | .6  | .2  | 7.7  |
| 2011–12            | «Х'юстон Рокетс»   | 66  | 28  | 26.5 | .462 | .337 | .805  | 2.5 | 5.3 | 1.3 | .2  | 11.7 |
| 2012–13            | «Фінікс Санз»      | 77  | 77  | 33.5 | .443 | .319 | .748  | 3.1 | 7.4 | 1.6 | .3  | 14.7 |
| 2013–14            | «Фінікс Санз»      | 76  | 75  | 35.1 | .505 | .408 | .760  | 3.2 | 5.9 | 1.4 | .3  | 20.3 |
| 2014–15            | «Фінікс Санз»      | 52  | 52  | 33.4 | .501 | .355 | .746  | 3.6 | 4.1 | 1.0 | .2  | 16.2 |
| 2014–15            | «Маямі Гіт»        | 26  | 26  | 34.8 | .502 | .329 | .808  | 3.4 | 5.3 | 1.1 | .2  | 16.6 |
| 2015–16            | «Маямі Гіт»        | 72  | 72  | 32.8 | .489 | .317 | .667  | 3.8 | 5.8 | 1.0 | .2  | 14.1 |
| 2016–17            | «Маямі Гіт»        | 73  | 73  | 33.7 | .476 | .406 | .790  | 3.8 | 5.8 | 1.2 | .2  | 20.3 |
| 2017–18            | «Маямі Гіт»        | 75  | 75  | 31.7 | .450 | .370 | .801  | 4.1 | 4.8 | .8  | .2  | 17.3 |
| 2018–19            | «Маямі Гіт»        | 36  | 22  | 27.5 | .413 | .348 | .782  | 3.1 | 4.8 | .8  | .1  | 13.7 |
| 2019–20            | «Маямі Гіт»        | 59  | 3   | 28.2 | .441 | .367 | .776  | 3.2 | 5.1 | .7  | .2  | 16.2 |
| 2020–21            | «Маямі Гіт»        | 50  | 11  | 26.7 | .432 | .373 | .828  | 3.4 | 4.4 | .7  | .2  | 13.4 |
| 2021–22            | «Торонто Репторз»  | 5   | 2   | 18.0 | .382 | .286 | 1.000 | 2.8 | 1.8 | 1.0 | .2  | 8.0  |
| 2021–22            | «Бруклін Нетс»     | 16  | 6   | 25.5 | .376 | .245 | .739  | 3.2 | 4.8 | .9  | .2  | 7.3  |
| Усього за кар'єру  | Усього за кар'єру  | 888 | 530 | 27.9 | .460 | .362 | .767  | 3.1 | 4.8 | 1.0 | .2  | 13.7 |
| В іграх усіх зірок | В іграх усіх зірок | 1   | 0   | 11.0 | .333 | .000 | .000  | 4.0 | 1.0 | .0  | .0  | 2.0  |

### Плей-оф
| Сезон             | Команда           | GP | GS | MPG  | FG%  | 3P%  | FT%   | RPG | APG | SPG | BPG | PPG  |
| ----------------- | ----------------- | -- | -- | ---- | ---- | ---- | ----- | --- | --- | --- | --- | ---- |
| 2010              | «Фінікс Санз»     | 16 | 0  | 14.8 | .430 | .325 | .742  | 1.8 | 2.3 | .3  | .1  | 7.6  |
| 2016              | «Маямі Гіт»       | 14 | 14 | 33.7 | .442 | .348 | .767  | 4.9 | 3.9 | .4  | .2  | 16.5 |
| 2018              | «Маямі Гіт»       | 5  | 5  | 31.2 | .467 | .381 | .682  | 2.6 | 4.6 | 1.0 | .0  | 18.6 |
| 2020              | «Маямі Гіт»       | 17 | 16 | 32.5 | .444 | .346 | .803  | 4.1 | 4.4 | 1.0 | .1  | 19.1 |
| 2021              | «Маямі Гіт»       | 4  | 2  | 29.3 | .426 | .346 | .750  | 1.8 | 2.8 | 1.0 | .5  | 16.0 |
| 2022              | «Бруклін Нетс»    | 4  | 0  | 19.8 | .563 | .333 | 1.000 | 4.5 | 1.5 | .8  | .0  | 10.5 |
| Усього за кар'єру | Усього за кар'єру | 60 | 37 | 26.9 | .448 | .345 | .766  | 3.4 | 3.4 | .7  | .1  | 14.6 |

## Особисте життя
Батько Драгича — серб, а мати — словенка. Має брата Зорана, з яким разом грали у «Фініксі» та «Маямі». Драгич зростав, граючи у футбол, проте через ушкодження змушений був змінити вид спорту. У дитинстві він захоплювався Майклом Джорданом, Алленом Айверсоном та майбутнім партнером по команді Стівом Нешем.
Вільно володіє словенською, сербською, іспанською та англійською мовами.
2013 року одружився зі своєю дівчиною Маєю. У листопаді у подружжя народився син Матео.
Він, Зоран, а також Маркіфф і Маркус Морріси одночасно грали у матчі проти «Філадельфії» 2 січня 2015 року. Це було вперше в історії НБА, коли дві пари братів були на майданчику одночасно у складі однієї команди.
Драгич є православним християнином.